# Mistrzostwa Polski Par Klubowych na Żużlu 1974
Mistrzostwa Polski Par Klubowych na Żużlu 1974 – zawody żużlowe, mające na celu wyłonienie medalistów mistrzostw Polski par klubowych w sezonie 1974. W finale zwyciężyli zawodnicy Polonii Bydgoszcz.

## Finał
- Bydgoszcz, 20 października 1974

| Miejsce | Kluby                | Suma | Zawodnicy                                        | Punkty                                          |
| ------- | -------------------- | ---- | ------------------------------------------------ | ----------------------------------------------- |
| złoto   | Polonia Bydgoszcz    | 26   | Henryk Glücklich Stanisław Kasa                  | 13 (0,3,2,3,2,3) 13 (2,1,3,2,3,2)               |
| srebro  | Stal Gorzów Wlkp.    | 25   | Zenon Plech Edward Jancarz                       | 11 (3,3,3,d,t,2) 14 (1,2,2,3,3,3)               |
| brąz    | ROW Rybnik           | 17   | Jan Koczy Piotr Pyszny                           | 4 (u,0,1,1,2,0) 13 (2,3,2,2,3,1)                |
| 4       | Śląsk Świętochłowice | 17   | Paweł Waloszek Jacek Goerlitz                    | 8 (1,1,0,2,2,2) 9 (2,2,1,d,1,3)                 |
| 5       | Sparta Wrocław       | 12   | Zygfryd Kostka Zygmunt Słowiński                 | 4 (1,d,d,3,d,0) 8 (2,1,1,1,1,2)                 |
| 6       | Unia Leszno          | 11   | Zdzisław Dobrucki Zbigniew Jąder                 | 10 (3,2,1,3,d,1) 1 (0,d,d,0,1,d)                |
| –       | Polonia II Bydgoszcz | 15   | Marek Ziarnik Kazimierz Ziarnik Andrzej Koselski | 10 (3,3,3,d,–,1) 1 0,1,u,d,0,–) 4 (–,–,–,–,1,3) |

Uwaga: Na zawody nie dotarli zawodnicy Włókniarza Częstochowa, którzy zastąpieni zostali przez żużlowców Polonii Bydgoszcz (ich wyniki nie był klasyfikowane).